# Dragnet (1947)
Dragnet é um filme estadunidense de 1947, do gênero drama criminal, dirigido por Leslie Goodwins, estrelado por Henry Wilcoxon e Mary Brian, e coestrelado por Douglas Dumbrille, Virginia Dale, Douglas Blackley e Tom Fadden. O roteiro de Barbara Worth e Harry Essex foi baseado em uma história de Maurice Conn.
A trama retrata a história de um investigador da Scotland Yard que viaja para Nova Iorque para investigar as atividades de uma gangue internacional de ladrões de joias.

## Sinopse
Geoffrey James (Henry Wilcoxon), um experiente investigador da Scotland Yard, em Londres, desembarca nos Estados Unidos determinado a desvendar os mistérios por trás de uma gangue internacional de ladrões de joias. Sua busca o leva a descobrir que uma valiosa carga de pedras preciosas foi contrabandeada para a América através de uma companhia aérea transoceânica. Em sua jornada, ele encontra uma aliada improvável, Anne Hogan (Mary Brian), uma aeromoça, que começa a ajudá-lo a desvendar o caso.

## Elenco
- Henry Wilcoxon como Geoffrey James
- Mary Brian como Anne Hogan
- Douglas Dumbrille como Frank Farrington
- Virginia Dale como Irene Trilling
- Douglas Blackley como Tenente Tony Ricco
- Tom Fadden como Amos Wright
- Edward Earle como Promotor
- Ralph Dunn como Sargento Martin
- Maxine Semon como Mabel Carter
- Don Harvey como Sargento Blake
- Bert Conway como Policial
- Douglas Evans como Anunciador de Rádio
- Allan Nixon como Membro da Gangue
- Paul Newlan como Capanga

## Produção
Os títulos de produção do filme foram "Dark Bullet" e "Shot in the Dark". Em junho de 1947, a Fortune Film Corporation foi obrigada a mudar o título do filme para "Dragnet" devido a protestos da Paramount Pictures.
O filme marcou o retorno de Mary Brian às telas após uma ausência de quatro anos.